# 宮原巍
宮原 巍（みやはら たかし、1934年3月16日 - 2019年11月24日）は、日本出身のネパールの実業家、政治家。

## 経歴
長野県小県郡青木村出身。長野県上田高等学校、日本大学理工学部工業化学科、機械工学科（二部）卒業。在学中は山岳部に所属していた。
理研ビニル工業、千代田化工建設に勤務。1958年に南極地域観測隊第4次隊、1962年にヒマラヤ登山隊、1965年にグリーンランド遠征隊（隊長）に参加。1966年、自転車でインドからネパールに入る。同年ネパール政府通商産業省中小企業局に勤務。1968年にトランス・ヒマラヤン・ツアー社（カトマンズ）、1969年にヒマラヤ観光開発株式会社（本社・東京）を設立。その後、ネパールのシャンボチェに世界最高峰エベレストを望む「ホテル・エベレスト・ビュー」とカトマンズに「ホテル・ヒマラヤ」を建設。
2019年11月24日0時35分（ネパール時間）、カトマンズ近郊・パタン市の病院で多臓器不全のため死去。85歳没。

## ネパール国家発展党
2005年6月にネパール国籍を取得し、2006年にネパール国家発展党を設立した。アメリカのニューディール政策にならって公共事業による雇用の創出とインフラストラクチャー整備を打ち出していた。
2008年4月10日のネパール制憲議会選挙で小選挙区に11人、比例代表に42人の候補者を立てたが当選者は出なかった。2年後の選挙も闘うと表明していた。

## 家族･親族
- 宮原毅（兄）　長野県小県郡青木村前村長
- 宮原ソニア（娘）　ヒマラヤ観光開発株式会社代表取締役社長